# Anomala ministrans
Anomala ministrans är en skalbaggsart som beskrevs av Ohaus 1916. Anomala ministrans ingår i släktet Anomala och familjen Rutelidae. Inga underarter finns listade i Catalogue of Life.